# Sigela basipunctaria
Sigela basipunctaria là một loài bướm đêm trong họ Erebidae.